# Фехтование на летних Олимпийских играх 1984
Соревнования по фехтованию на летних Олимпийских играх 1984 года проводились среди мужчин и женщин. Мужчины соревновались на шпагах, рапирах и саблях (в личном и командном первенстве), женщины — только на рапирах.

## Общий медальный зачёт
| Место | Страна  | Золото | Серебро | Бронза | Всего |
| ----- | ------- | ------ | ------- | ------ | ----- |
| 1     | Италия  | 3      | 1       | 3      | 7     |
| 2     | ФРГ     | 2      | 3       | 0      | 5     |
| 3     | Франция | 2      | 2       | 3      | 7     |
| 4     | Китай   | 1      | 0       | 0      | 1     |
| 5     | Румыния | 0      | 1       | 1      | 2     |
| 6     | Швеция  | 0      | 1       | 0      | 1     |
| 7     | США     | 0      | 0       | 1      | 1     |

## Медалисты

### Мужчины
| Дисциплина                  | Золото                                                                                   | Серебро                                                                                   | Бронза                                                                                   |
| --------------------------- | ---------------------------------------------------------------------------------------- | ----------------------------------------------------------------------------------------- | ---------------------------------------------------------------------------------------- |
| Шпага Личное первенство     | Филипп Буасс Франция                                                                     | Бьёрне Веггё Швеция                                                                       | Филипп Рибу Франция                                                                      |
| Шпага Командное первенство  | ФРГ · Эльмар Боррман · Фолькер Фишер · Герхард Хеер · Рафаэль Никкель · Александер Пуш   | Франция · Филипп Буасс · Жан-Мишель Анри · Оливье Ленгле · Филипп Рибу · Мишель Салесс    | Италия · Роберто Манци · Анджело Маццони · Стефано Беллоне · Сандро Куомо · Козимо Ферро |
| Рапира Личное первенство    | Мауро Нума Италия                                                                        | Маттиас Бер ФРГ                                                                           | Стефано Чериони Италия                                                                   |
| Рапира Командное первенство | Италия · Мауро Нума · Анджело Скури · Андреа Борелла · Стефано Чериони · Андреа Чипресса | ФРГ · Маттиас Бер · Маттиас Гей · Харальд Хайн · Клаус Райхерт                            | Франция · Марк Сербони · Патрик Грок · Паскаль Жолио · Филипп Омнес · Фредерик Петрушка  |
| Сабля Личное первенство     | Жан-Франсуа Ламур Франция                                                                | Марко Марин Италия                                                                        | Питер Вестбрук США                                                                       |
| Сабля Командное первенство  | Италия · Джованни Скальцо · Анджело Арчидиаконо · Джанфранко Далла Барба · Марко Марин   | Франция · Жан-Франсуа Ламур · Франк Дюше · Эрве Гранже-Вейрон · Филипп Делрьё · Пьер Гишо | Румыния · Марин Мустацэ · Иоан Поп · Александру Кикулицэ · Корнел Марин · Вилмош Сабо    |

### Женщины
| Дисциплина                  | Золото                                                                                               | Серебро                                                                                    | Бронза                                                                                              |
| --------------------------- | --- | ------------------------------------------------------------------------------------------ | --------------------------------------------------------------------------------------------------- |
| Рапира Личное первенство    | Луань Цзюйцзе Китай                                                                                  | Корнелия Ханиш ФРГ                                                                         | Дорина Ваккарони Италия                                                                             |
| Рапира Командное первенство | ФРГ · Сабина Бишофф · Цита-Эва Функенхаузер · Корнелия Ханиш · Кристиане Вебер · Уте Кирхайс-Вессель | Румыния · Аурора Дан · Моника Вебер-Косто · Розалия Орос · Марчела Жак · Элисабета Гузгану | Франция · Вероник Брукье · Брижитт Латриль-Годен · Паскаль Тренке · Анн Мегре · Лоранс Моден-Сессак |